# 판타나우
판타나우(브라질 포르투갈어: Pantanal) 또는 판타날(스페인어: Pantanal)은 세계에서 가장 넓은 침수초원이다. 브라질의 마투그로수두술주에 대부분이 걸쳐있으며, 볼리비아와 파라과이의 일부도 차지하고 있다. 지리학적, 생태학적인 특성에 따라 매우 다양한 생태계들이 존재하며, 그들 중 12종류는 분류가 되었다.(RADAMBRASIL 1982)
우기에는 80% 가량의 평원이 물에 잠기며, 이는 수상 동식물들의 생태계의 다양성을 증가시키는 계기가 된다. 
"판타나우"라는 이름은 포르투갈어 pântano에서 왔으며, 습지를 뜻한다. 이와 비교하여, 브라질의 고지대는 planalto, plateau로 칭해진다.

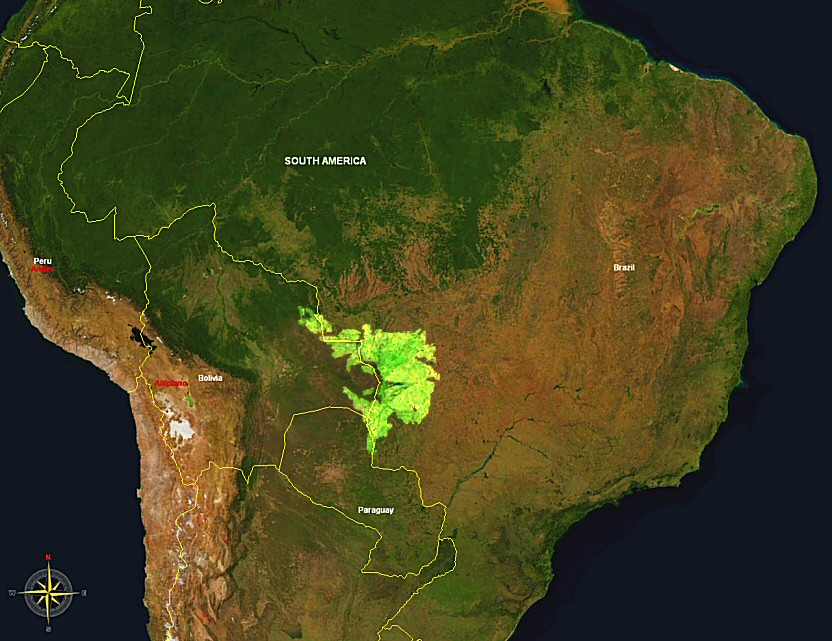
판타나우 위치

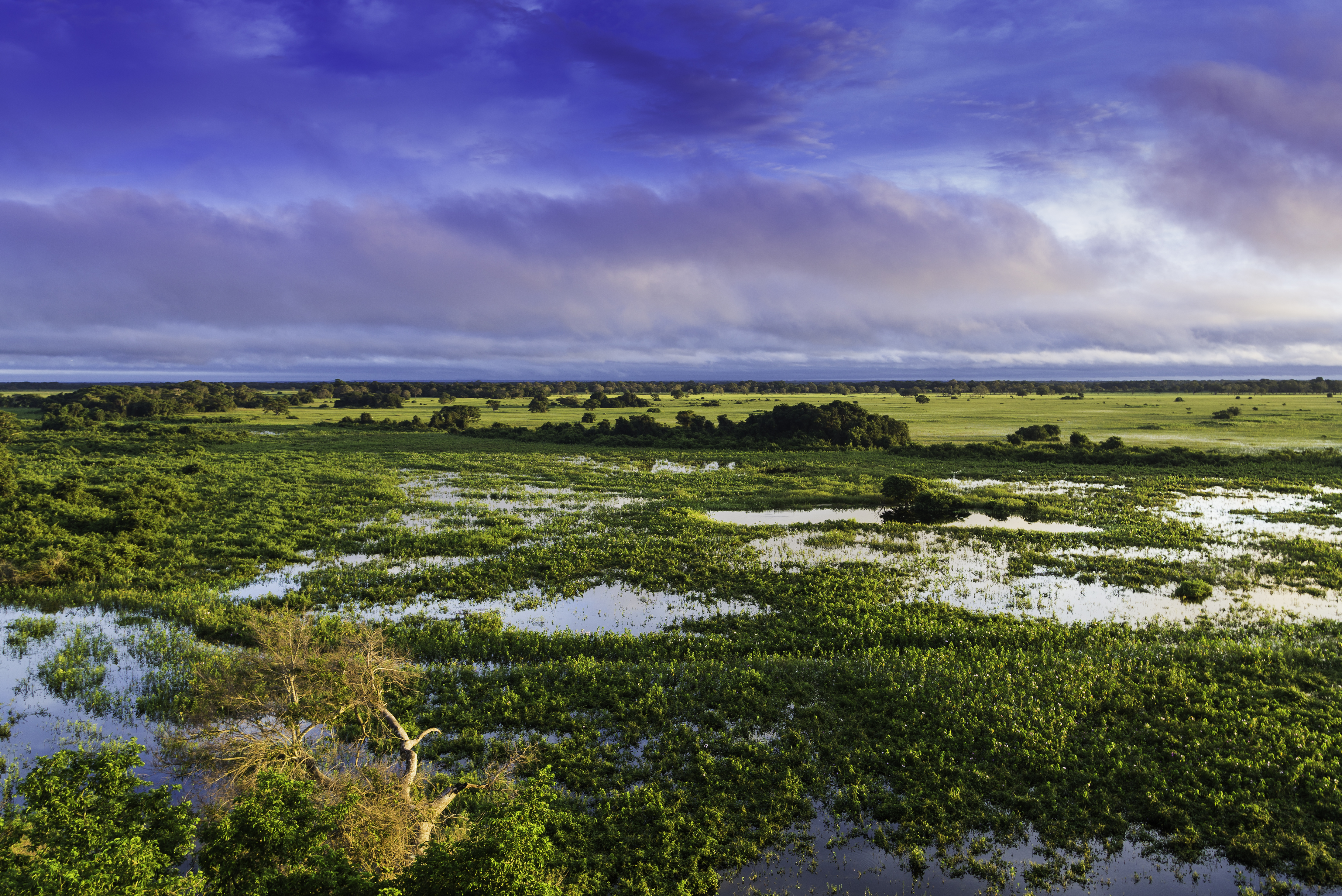
판타나우 풍경

## 같이 보기
- 이베라 습지